# Bjelojevići (Nevesinje, BiH)
Bjelojevići (Bjelovići) je katunsko naselje na Morinama. Morine je bila najpoznatija "planina" humnjačkih Hrvata. Bjelojevići su uz Planinicu, Lakat, Gornje i Donje Somine, Podgvoznicu i druge bile među poznatim katunima.
Bjelojevići su između Vranjkuše i planina Jabuke i Koviljače podno kojih se nalazi. Stazom prema sjeveru preko Jabuke i Jakomirskog brda dolazi se na crkvicu sv. Ilije na Morinama.
Bjelojevići iz Humnine odlazili su planištariti na Bjelojeviće u Planinu. Sa sobom su ponijeli ime svoga sela.
Kroz povijest je zabilježeno nazivanje mjesta po mjestima iz kojih su ljudi izbjegli ili otišli živjeti. Stanovnici sela Bjelojevića vodili su svoju stoku na ispašu ljeti na planinu Morine pa je ovo mjesto nazvano Bjelojevići.
Budući da se na planini se ostajalo po tri do četiri ljetna mjeseca, uz katune su nastajala i groblja i pojedinačna grobišta. Bjelojevići imaju ima svoje malo groblje. Na predjelu Jagodni do na Bjelojevićima, uz nekropolu stećaka, nalazi se manje katoličko groblje s pokojim nadgrobnim križem, ograđeno suhozidom. Na predjelu Lađevice uz nekropolu je to katoličko groblje. Groblje je ograđeno kružno i na njemu je nekoliko grobova. Tu je spomenik Vidoju Matiću, no tu mu nije grob, nego mu je tijelo preneseno u rodno mjesto.
Neki od hrvatskih rodova imali su svoja vlastita groblja, a na njima se pokapalo i pokojnike iz drugih hrvatskih rodova koji su planištarili u tom dijelu. Komunističko doba i rat u BiH učilini su da Planinica, Morine, groblje na Balinovači i druga groblja budu zaboravljeni od unuka starih planištara.
Obitelji koje su iz 'Humnine' dolazile ljeti na 'Planinu' u Bjelojeviće su obitelji Matić, Kevo, Bjelevac, Previšić, Nadaždin, Obradović, Raguž, Vujinović, Ačkar, Gaštan, Čamo, Mulać, Šarenac, Prkačin, te Anđelko Pudar i obitelj Pehilj (na području Vrhovi).
Sa zapadne strane predjela Jagodni do na Bjelojevićima, nalazile su se nekada tri kuće Mandića – Crnogoraca. U prošlosti je ovdje nekad bilo po 10 obitelji, koje su tu imale i zemljišta, i kuće i kolibe. Tu su bile obitelji: Matić, Kevo, Bjelevac, Vujinović, Raguž-Ljević. Matići su ovdje imali Matića čatrnju koja i danas postoji. Oni su i zimovali ovdje. Vujinovići, Raguži-Ljevići, Kukrike, Previšići i Čame bili su na kosi Lađevice. Jozo i Vlaho Prkačin ovdje imaju veliko je zemljište. Na području Lađevice je poveća nekropola stećaka među kojima se ističe stećak-krstača. 24. lipnja 1941. ovdje je ubijen mještanin Ivica Čamo.

## Vanjske poveznice
- Župa Uznesenja BDM, Nevesinje Morine - Bjelojevići/Jagodni do, 24. kolovoza 2010.
- Župa Uznesenja BDM, Nevesinje Na Morinama ilindanska slava, 22. srpnja 2012.
- Župa Uznesenja BDM, Nevesinje Tragom planištara iz Donje Hercegovine po Morinama, Sominama..., 1. rujna 2010.